# Península d'Onega
La península d'Onega es troba a l'oblast d'Arkhangelsk, Rússia. Fa uns 150 quilòmetres de llargada i té una amplada que varia entre els 60 i els 75 quilòmetres. Sobresurt al mar Blanc, amb la badia d'Onega al sud-oest i la badia del Dvinà al nord-est.
La zona costanera de la península està poblada, mentre a l'interior de la península no hi ha cap població permanent. A l'interior de la península hi ha molts llacs, els més grans dels quals són el Miandozero i el Vejmozero.
La península va ser poblada pels novgorodians no més tard del segle XIII. Els pomor, que viuen a la costa, són els seus descendents. La zona és coneguda per les seves esglésies de fusta. Un dels seus monuments més destacats és el Nyonokotsky Pogost, protegit a nivell federal, a Niónoksa.
L'economia de la península es basa en la producció de fusta i la pesca. El 2013 es va crear el Parc Nacional d'Onejskoie Pomorie a la costa per protegir els boscos verges.